# Carpelimus aequalis
Carpelimus aequalis är en skalbaggsart som beskrevs av Jacquelin du Val 1857. Carpelimus aequalis ingår i släktet Carpelimus och familjen kortvingar. Inga underarter finns listade i Catalogue of Life.